# Vladimir Abramovič Rogovoj
Vladimir Abramovič Rogovoj (in russo Влади́мир Абра́мович Рогово́й?; Kiev, 5 febbraio 1923 – Mosca, 20 febbraio 1983) è stato un regista sovietico.

## Filmografia parziale

### Regista
- Oficery (Офицеры) (1971)
- Junga Severnogo flota (Юнга Северного флота) (1973)
- Gorožane (Горожане) (1975)
- Nesoveršennoletnie (Несовершеннолетние) (1976)
- Balamut (Баламут) (1978)
- U matrosov net voprosov (У матросов нет вопросов) (1980)
- Ženatyj cholostjak (Женатый холостяк) (1982)